# Interpolacja liniowa

Interpolacja liniowa

Interpolacja liniowa z wieloma punktami

Interpolacja liniowa – metoda przybliżenia dowolnej funkcji {\displaystyle f} ciągłej w przedziale {\displaystyle [x_{0},\,x_{1}]\in R^{1},} której wartości {\displaystyle f(x_{i})=y_{i}\in R^{1},\;i=0,\,1} są dane tylko w dwóch punktach {\displaystyle x_{i}\in R^{1}} za pomocą funkcji liniowej. 
Liniowa funkcja interpolująca {\displaystyle L(x)} w przedziale {\displaystyle [x_{0},\,x_{1}]} ma postać
{\displaystyle L(x)=y_{0}+{\frac {y_{1}-y_{0}}{x_{1}-x_{0}}}(x-x_{0}).}
Interpolację liniową stosuje się powszechnie przy korzystaniu z tablic wartości funkcji, w celu obliczenia ich wartości pośrednich.